# 北川紅三十一軍總醫院舊址
北川紅三十一軍總醫院舊址位於四川省綿陽市北川縣，文物遺址年代判定為1935年。2012年7月16日公佈為第八批四川省文物保護單位。
北川紅三十一軍總醫院舊址位於四川省綿陽市北川羌族自治縣馬槽鄉鄉政府附近，建築面積1300平方米，占地面積3300平方米。1935年，中國工農紅軍第四方面軍為了策應中央紅軍北上，強渡嘉陵江，從江油、平武等地進入北川，發動了千佛山暴動、土門暴動。紅軍長征在北川期間，曾設總醫院多處，邱家大院是紅三十一軍在北川設立的總醫院之一，也是使用時間最長的總醫院，且僅此處總醫院被保留下來。1986年，北川紅三十一軍總醫院舊址被北川羌族自治縣人民政府公佈為縣級文物保護單位；2009年，綿陽市人民政府公佈為市級文物保護單位。